# Gustaf Sivgård
Gustaf Adolf Sivgård, född 23 januari 1896 i Kalmar, död 31 juli 1980, var en svensk skolman.
Gustaf Sivgård var son till smedmästaren Anders Gottfrid Petersson och lillebror till Hjalmar Sivgård. Efter studentexamen i Kalmar 1915 tog han följande år folkskollärarexamen vid seminariet i Växjö. Han tjänstgjorde därefter som lärare vid folkskolor och med flera läroanstalter, idkade samtidigt akademiska studier och blev 1920 filosofie kandidat samt 1928 filosofie licentiat vid Lunds universitet. 1934–1942 var Sivgård folkskoleinspektör vid Sydsmålands mellersta inspektionsområde. 1942 var han undervisningsråd och ledamot av Skolöverstyrelsen, där han först var verksam i folkskoleavdelningen och från 1952 tillhörde den nybildade organisationsavdelningen. Som folkskoleinspektör verkade Sivgård särskilt för en förbättring av skolorganisationen, bland annat genom avskaffande av de då ännu i många skoldistrikt förekommande undantagsreformerna. I Skolöverstyrelsen handlade han främst organisationsfrågor. Han intresserade sig även för de synskadades undervisning. Sivgård var ledamot av statens läroboksnämnd från 1948. Förutom tidnings- och tidskriftsartiklar skrev han Den lagstadgade folkskolans genomförande i det gamla Kalmarstiftet (1930), handboken Skolor och utbildningsvägar (1951) och Undervisningsväsendet i Sverige (i samlingsverket Undervisningsväsendet i Sverige och andra länder, 1952).